# Guillermo Francella
Guillermo Francella (Buenos Aires, 14 de fevereiro de 1955) é um ator e humorista argentino.